# Piers Edgcumbe (Politiker, um 1610)
Piers Edgcumbe (* um 1610; † 6. Januar 1667) war ein englischer Militär und Politiker, der viermal als Abgeordneter für das House of Commons gewählt wurde.

## Herkunft und Jugend
Piers Edgcumbe entstammte der Familie Edgcumbe, einer der führenden Familien der Gentry von Cornwall. Er war der älteste Sohn von Sir Richard Edgcumbe und dessen zweiten Frau Mary Cotteel. Er studierte 1626 am St John’s College in Cambridge. Noch minderjährig, kandidierte er vor allem dank der Unterstützung durch seine Onkel Sir John Speccott und Ambrose Manaton bei der Unterhauswahl 1628 als Abgeordneter für Newport. Die Wahl war umstritten, und ausgerechnet Sir John Eliot, ein Rivale seines Vaters, belastete bei der Überprüfung des Wahlvorgangs Edgcumbes Mitbewerber. Dies führte dazu, dass Edgcumbe am 14. April 1628 als Abgeordneter des Boroughs bestätigt wurde. Im House of Commons war er jedoch kaum anwesend, da er im Mai 1629 die Erlaubnis für einen dreijährigen Auslandsaufenthalt erhielt. Vermutlich ab Juni 1629 studierte er an der Universität von Leiden in den Niederlanden. Von 1630 bis 1631 unternahm er anscheinend eine neunmonatige Reise durch Frankreich und Spanien, ehe er von 1632 bis 1633 an der Universität von Padua studierte. Danach kehrte er nach England zurück.

## Rolle während des Englischen Bürgerkriegs und während des Commonwealth

### Royalistischer Abgeordneter zu Beginn des Bürgerkriegs
Als Edgcumbe 1636 heiratete, überließ ihm sein Vater den alten Familiensitz Cotehele. Nach dem Tod seines Vaters 1639 übernahm er die Verwaltung der restlichen Besitzungen der Familie und zog nach Mount Edgcumbe House. Nach dem Tod seines Onkels Thomas Coteel erbte er 1640 dessen Ländereien in Hampshire und auf der Isle of Wight. Im April 1640 kandidierte er für das Kurze Parlament und im November 1640 für das Lange Parlament jeweils erfolgreich für das Borough Camelford. Zu Beginn des Bürgerkriegs schloss er sich 1642 der königlichen Partei an und ließ Ende 1642 Mount Edgcumbe House von einer royalistischen Garnison besetzen, die er als Oberst befehligte. Angesichts der strategisch wichtigen, aber exponierten Lage von Mount Edgcumbe nahe Plymouth, dem wichtigsten Stützpunkt der Parlamentstruppen im Südwesten Englands verlegte Edgcumbe den Wohnsitz seiner Familie wieder nach Cotehele. Als die königlichen Truppen 1643 erfolgreich nach Südwestengland vorstießen, nahm Edgcumbes Cousin Alexander Carew, der für die Parlamentstruppen die strategisch wichtige Festungsinsel St Nicholas in der Zufahrt zu Plymouth kommandierte, mit ihm Kontakt auf. Carews geplanter Seitenwechsel wurde jedoch verraten, er wurde verhaftet, nach London gebracht und schließlich hingerichtet. Im Januar 1644 wurde Edgcumbe aus dem House of Commons ausgeschlossen und seine Ämter wurden ihm aberkannt, worauf er wenig später am von König Karl I. einberufenen sogenannten Oxford Parliament teilnahm.

### Kämpfe um Mount Edgcumbe und Kapitulation
Am 15. Mai 1644 wurde Mount Edgcumbe von etwa 300 Parlamentssoldaten, die zuvor Dörfer auf der Halbinsel Rame geplündert hatten, angegriffen. Die Verteidiger konnten den Angriff zwar zurückschlagen, doch das Herrenhaus wurde schwer beschädigt. Als die siegreichen Parlamentstruppen 1645 nach Cornwall vorrückten, ergab sich Edgcumbe Anfang März Fairfax, dem Kommandanten der Parlamentstruppen. Er einigte sich mit Fairfax auf die Zahlung einer moderaten Geldstrafe von 1275 £, dafür wurde er für seine Unterstützung des Königs nicht weiter belangt und durfte seine Besitzungen behalten.

### Politische Inaktivität während des Commonwealth of England
Gegen diese inoffizielle, von Fairfax ohne Zustimmung des Parlaments geschlossene Einigung gab es erheblichen Widerstand, doch Edgcumbe unterstützte bis zum Ende des Bürgerkriegs nicht mehr den König. 1651 wurden die Bedingungen der Kapitulation Edgcumbes endgültig bestätigt, doch im selben Jahr musste er sich vor dem Staatsrat verantworten, da er verdächtigt wurde, einer royalistischen Verschwörung anzugehören. Dies konnte ihm zwar nicht nachgewiesen werden, doch bis zum Ende des Commonwealth wurden Edgcumbe Reisebeschränkungen auferlegt. Er konzentrierte sich auf die Verwaltung seiner Güter, ließ Cotehole House umbauen und übernahm von 1654 bis 1657 das Amt des stellvertretenden Governors der Bergbaugesellschaft Mines Royal Company.

## Erneute politische Betätigung nach der Stuart-Restauration

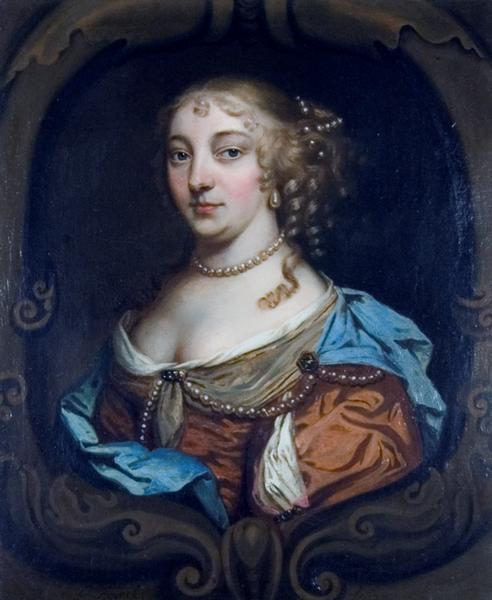
Winifred Edgcumbe, eine der Töchter von Piers Edgcumbe, als Countess of Coventry. Gemälde von Otto Hoynck, zwischen 1686 und 1690

Nach der Stuart-Restauration gewann Edgcumbe rasch seine lokale politische Bedeutung zurück. 1660 wurde er wieder Friedensrichter von Devon und Cornwall und vor 1662 wurde er Deputy Lieutenant von Cornwall. Als Royalist stand er nach den Bestimmungen des Langen Parlaments bei der Unterhauswahl 1660 noch nicht zur Wahl. Von 1660 bis 1661 diente er als Sheriff von Cornwall, so dass er auch bei der Unterhauswahl 1661 nicht kandidieren durfte. Bei einer Nachwahl Anfang 1662 im Borough Newport konnte er sich jedoch gegen Henry Ford, einem Freund des einflussreichen Höflings Thomas Clifford durchsetzen. Es gibt jedoch keine Nachweise über seine Tätigkeit im House of Commons, und am 15. Dezember 1666 wurde er schriftlich ermahnt, an den Sitzungen teilzunehmen. Edgcumbe hatte jedoch bereits am 12. Mai 1666 sein Testament aufgesetzt und starb Anfang 1667. Er wurde in Calstock beigesetzt.

## Familie und Nachkommen
Edgcumbe hatte am 6. Juni 1636 Mary Glanville, eine Tochter von Sir John Glanville aus   Devon und dessen Frau Winifred Bourchier geheiratet. Seine Frau brachte als Mitgift die stattliche Summe von £ 3000 mit in die Ehe. Mit ihr hatte er drei Söhne und zwei Töchter, darunter:
- Richard Edgcumbe (um 1640–1688)
- Winifred Edgcumbe († 1694) ⚭ Thomas Coventry, 1. Earl of Coventry
- Katharine Edgcumbe (um 1650–vor 1685) ⚭ Baynham Throckmorton, 3. Baronet
- Francis (um 1647–1665)

Sein jüngerer Sohn Francis wurde 18-jährig 1665 im Duell getötet. Nach seinem Tod erbte Edgcumbes ältester Sohn Richard seine Besitzungen. Seine Witwe behielt Cotehele als Witwensitz.